# Werneria preussi
Espèce
Synonymes
- Bufo preussi Matschie, 1893
- Atelopus africanus Werner, 1898
- Stenoglossa fulva Andersson, 1903

Statut de conservation UICN

 EN B1ab(iii) : En danger
Werneria preussi est une espèce d'amphibiens de la famille des Bufonidae.

## Répartition
Cette espèce se rencontre :
- dans les montagnes de l'Ouest du Cameroun sur le bas des pentes du Mont Cameroun entre 700 et 1 200 m d'altitude et sur le Mont Koupé à environ 900 m d'altitude.
- dans les monts Atakora au Togo, où elle n'a pas été observée depuis un siècle.

## Étymologie
Cette espèce est nommée en l'honneur de Paul Preuss (1861–1926).

## Publication originale
- Matschie, 1893 : Einige anscheinend neue Reptilien und Amphibien aus West-Afrika. Sitzungsberichte der Gesellschaft Naturforschender Freunde zu Berlin, vol. 1893, p. 170–175 (texte intégral).